# Печорна
Печо́рна — село в Україні, у Заліщицькій міській громаді Чортківського району Тернопільської області. Розташоване на річці Дністер, на півдні району. До 2020 підпорядковане Зеленогайській сільраді.
Населення — 435 осіб (2007).

## Історія
Поблизу Печорної виявлено археологічні пам'ятки середнього палеоліту, трипільської і давньоруської культур.
Перша писемна згадка — серпень 1424: Великий князь литовський Вітовт записує Теодорикові з Бучача 100 гривень подільських півгрошиків на села Печорне на р. Дністер та Бласківці у Червоногродському повіті Подільської землі.
1848, 1850 та 1866 — пошесті холери.
Діяли «Просвіта», «Сільський господар» та інші товариства.
12 червня 2020 року, відповідно до розпорядження Кабінету Міністрів України № 724-р «Про визначення адміністративних центрів та затвердження територій територіальних громад Тернопільської області» увійшло до складу Заліщицької міської громади.
19 липня 2020 року, в результаті адміністративно-територіальної реформи та ліквідації Заліщицького району, увійшло до складу новоутвореного Чортківського району.

## Пам'ятки
Є церква святого архистратига Михаїла (1909, кам'яна), 2 каплички Матері Божої (1991 і 1992).
Споруджено пам'ятник воїнам-односельцям, полеглим у німецько-радянській війні (1985), встановлено пам'ятний хрести на честь скасування панщини (відновлено 1991), на могилі о. І. Разовського, на місці вівтаря церкви, що згоріла 1907, на відзнаку 10-ї річниц і незалежності України;
Насипано символічну могилу Борцям за волю України (1994).

## Соціальна сфера
Працюють загальноосвітня школа І ступеня, клуб, бібліотека, ФАП.

## Відомі люди

### Народилися
- меценати І. Семчук та М. Угрин.

Перебували фольклорист О. Роздольський, археологи К. Гадачек і А. Шнайдер.
Проживав і похований Меленичук Андрій Васильович (1980—2022) — старший сержант Збройних сил України, учасник російсько-української війни.

## Галерея

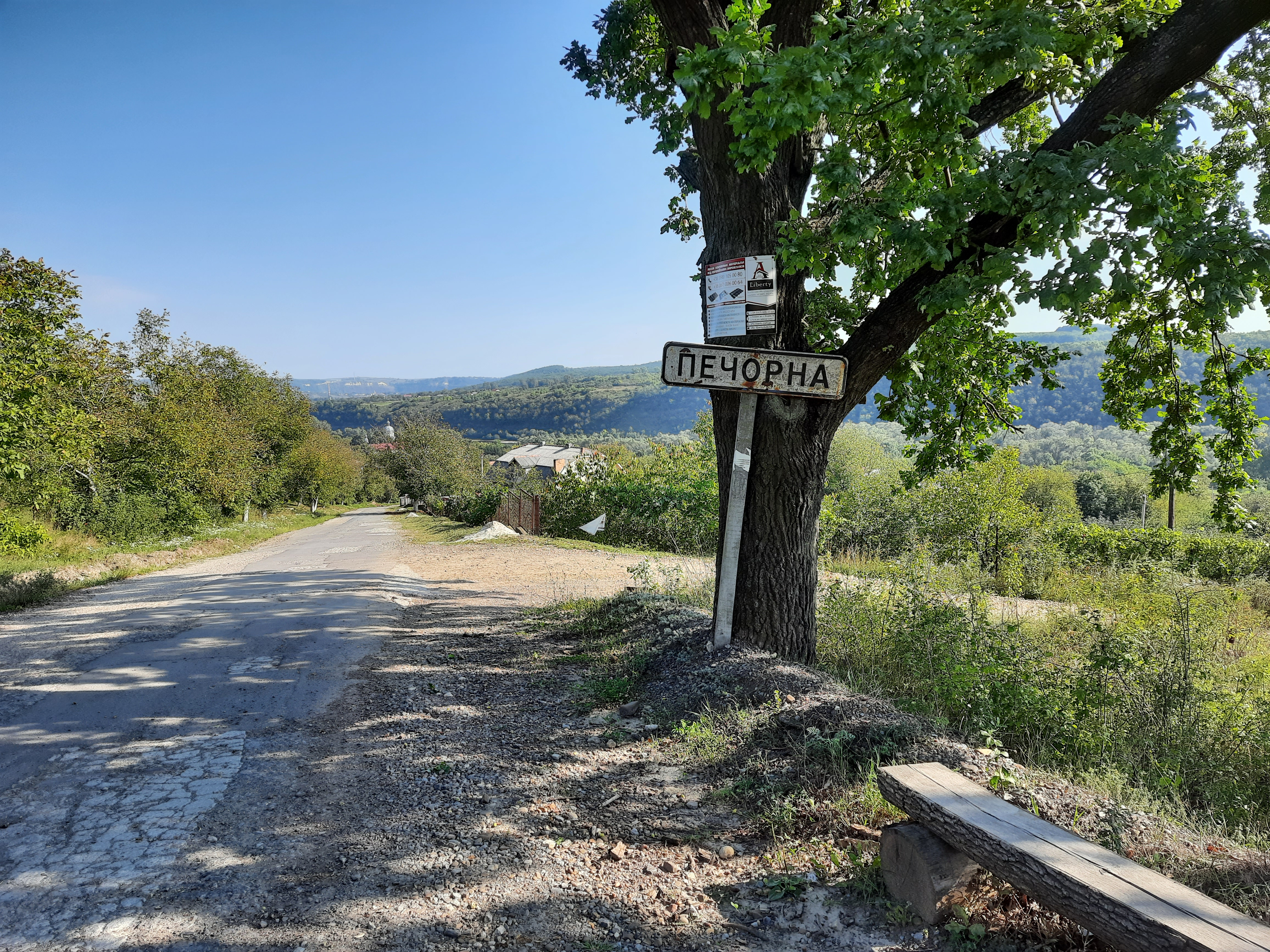
В'їзд у село
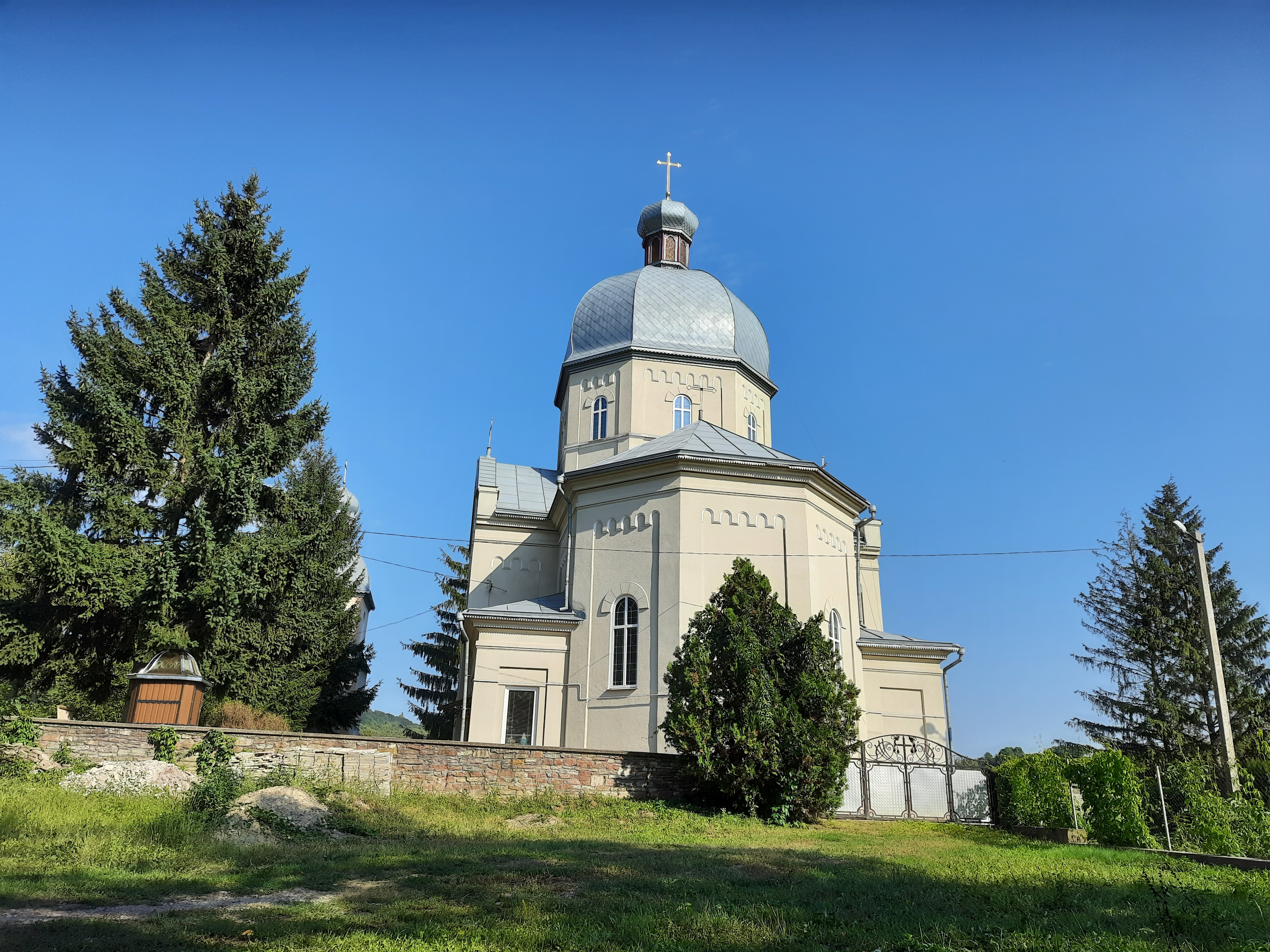
Церква святого Архистратига Михаїла (1909)
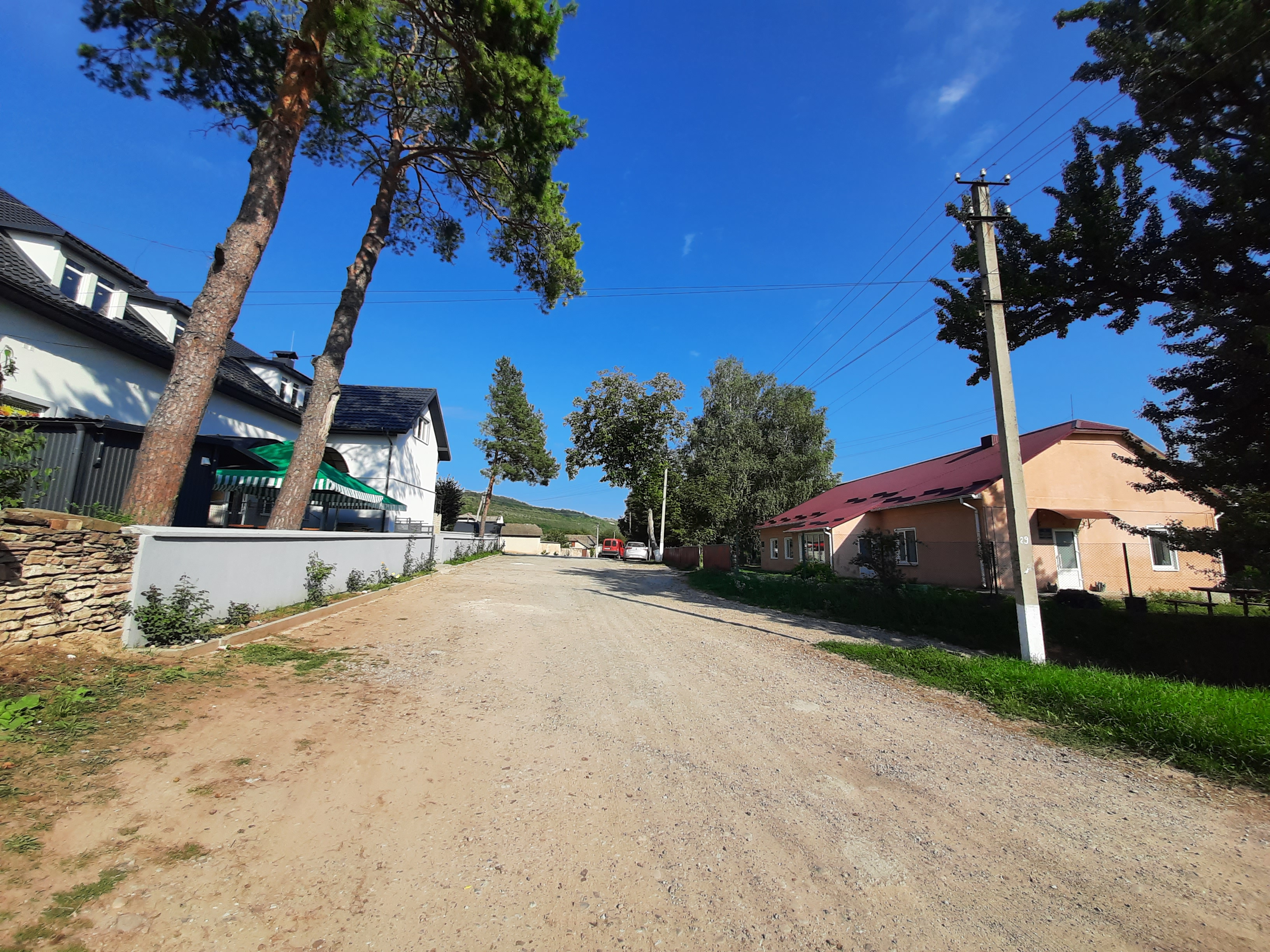
Головна вулиця
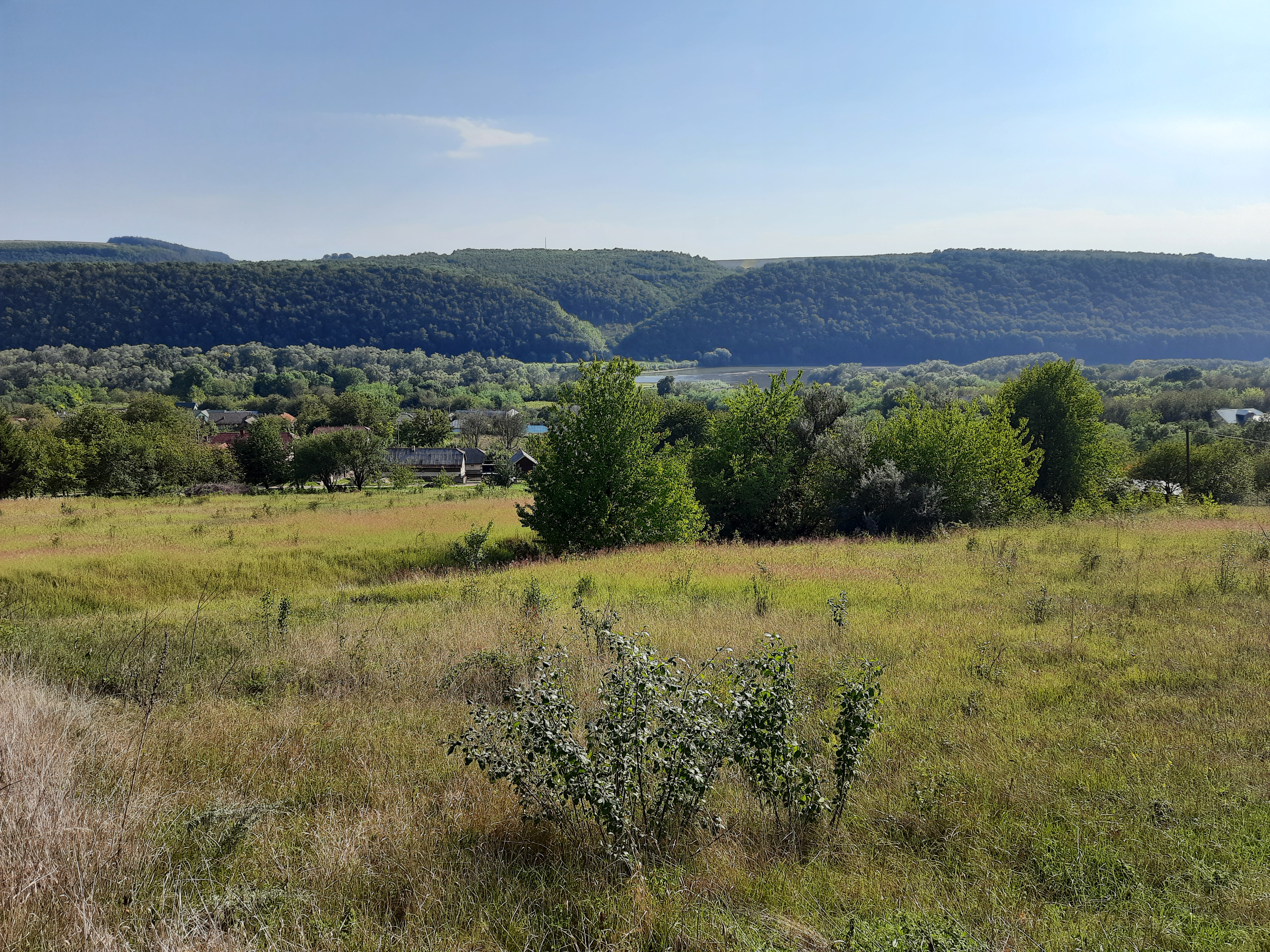
Вид на село з пагорбу